# (2877) Лихачёв
(2877) Лихачёв — астероид внешнего главного пояса, открытый 8 октября 1969 года советским астрономом Людмилой Ивановной Черных в Крымской астрофизической обсерватории (код МАС 095) и назван в честь Дмитрия Лихачёва. Он принадлежит к семейству Фемиды, группе астероидов, названной в честь (24) Фемиды.

## Орбита
Орбита астероида характеризуется большой полуосью 3,12 а. е., эксцентриситетом 0,18 и наклонением 2,3° по отношению к эклиптике.

## Обозначение
Астероид «(2877) Лихачев» назван в честь русского-советского филолога и слависта Дмитрия Сергеевича Лихачёва (1906—1999).